# Intifada (Palestyna)
Intifada (hebr. אינתיפאדה, arab. ‏انتفاضة‎) była masowym powstaniem Palestyńczyków przeciwko izraelskiej okupacji Palestyny, ale obejmowało także konflikty wewnątrz ruchu palestyńskiego między radykalnymi ugrupowaniami muzułmańskimi (Hamas) a zwolennikami świeckiego ruchu narodowego kierowanego przez Jasira Arafata.
Arabskie słowo Intifada jest powszechnie tłumaczone jako bunt, powstanie.
Palestyńskie działania obejmowały kilka form nieposłuszeństwa obywatelskiego, takich jak: strajki, bojkot izraelskich towarów, malowanie graffiti oraz demonstracje, podczas których dochodziło do starć z izraelską armią. Prasowe zdjęcia ukazujące palestyńskich młodzieńców rzucających kamieniami w ciężko uzbrojonych izraelskich żołnierzy przyniosły Intifadzie międzynarodową popularność.

## Wprowadzenie
W wyniku wojny sześciodniowej 1967 Izrael zajął Zachodni Brzeg i Strefę Gazy. W Strefie Gazy żyło 381 tys., a na Zachodnim Brzegu Jordanu około 586 tys. Arabów, którzy od tego momentu zostali poddani wojskowej administracji Izraela. Palestyńczycy uważali, że znajdują się pod izraelską okupacją i o wszystkie niepowodzenia oskarżali Izrael. Niewątpliwie korzenie tego sięgały okresu pierwszej wojny izraelsko-arabskiej 1948 i licznych masakr Arabów dokonanych przez żydowskie oddziały. Zniszczono wówczas około 500 arabskich wiosek, a 750 tys. Palestyńczyków uciekło z kraju.
Od 1964 przeciwko Izraelowi rozpoczęła walkę Organizacja Wyzwolenia Palestyny, która uważała siebie za oficjalnego przedstawiciela interesów narodu palestyńskiego. W następstwie wojny libańskiej w 1982 siły OWP musiały opuścić Liban. Od tego momentu główna kwatera Jasera Arafata znajdowała się w Libii. Stamtąd kierowano licznymi zamachami w Izraelu i większością ataków na cele izraelskie na świecie. Pomimo to Palestyńczycy odczuwali, że poparcie dla ich walki z Izraelem nieustannie słabnie. Rodziło to poczucie rosnącego niezadowolenia i pogłębiającą się frustrację Palestyńczyków.
Palestyńczycy i ich zwolennicy twierdzą, że Intifada była odpowiedzią na „brutalny ucisk” ze strony Izraela, który rzekomo obejmował zabójstwa, masowe aresztowania, rozbiórki domów, deportacje itp., jednak w rzeczywistości przed wybuchem palestyńskiego powstania rzadko dochodziło do podobnych wydarzeń. Do tego momentu Izraelczycy uważali rozbiórkę domów za niewyobrażalną karę i nie stosowano takich represji (od czasu Wojny o Niepodległość 1948). Po wybuchu Intifady, gdy OWP zaczęła wypłacać odszkodowania pokrzywdzonym palestyńskim rodzinom, rozbiórki domów „zostały uznane jako kolejny bodziec pobudzający opór”.
Palestyńczycy czuli się opuszczeni przez swoich arabskich sojuszników. Wielu Palestyńczyków było zgorzkniałych i nie chciało pogodzić się z perspektywą życia jako obywatele drugiej klasy, pozbawieni większości politycznych praw. Czynnik społecznego niezadowolenia był tak duży, że wystarczyła niewielka iskra do wybuchu powstania. Oddalenie przywódców OWP z łatwością mogli wykorzystać duchowi muzułmańscy przywódcy, którzy coraz aktywniej działali w Strefie Gazy. W 1987 członkowie radykalnej islamskiej organizacji Hamas założyli w Gazie Centrum Islamskie. Stało się ono siedzibą młodych Muzułmanów, którzy byli gotowi poświęcić swoje życie za wiarę. Kierujący przebiegiem wydarzeń Hamas, w odróżnieniu od świeckiego OWP, kategorycznie odrzucał możliwość jakichkolwiek rozmów pokojowych z Izraelem, uznając zbrojną walkę za sposób realizacji głównego celu, jakim było wyzwolenie całej Palestyny z okupacji izraelskiej.

### Katalizator
Wzrost niezadowolenia społecznego wykorzystali muzułmańscy duchowni ulemowie, którzy zaczęli w grudniu 1987 w meczetach Strefy Gazy wzywać do rozpoczęcia powstania antyizraelskiego. Nawoływanie duchownych w meczetach wywołało gniew i drobne starcia uliczne z izraelskimi żołnierzami, jednak do wybuchu powstania potrzebnych było jeszcze więcej katalizatorów.
8 grudnia 1987 doszło do nieszczęśliwego wypadku samochodowego w obozie uchodźców palestyńskich Jabalaya w Strefie Gazy. Kierowca wojskowej ciężarówki stracił kontrolę nad samochodem i w wypadku zginęło 4 Palestyńczyków. Stało się to pretekstem do wybuchu gwałtownych zamieszek w obozie uchodźców i przy przejściu granicznym Eretz. Podczas zamieszek izraelscy żołnierze dodatkowo zastrzelili 18-letniego Palestyńczyka. Wywołało to wybuch gniewu w Strefie Gazy, który szybko rozprzestrzenił się na cały Zachodni Brzeg Jordanu i Wschodnią Jerozolimę.

## Pierwsza Intifada
Pierwsza intifada (wojna kamieni) wybuchła 9 grudnia 1987 w Strefie Gazy. W następnych dniach zamieszki objęły swoim zasięgiem całą Strefę Gazy oraz Zachodni Brzeg Jordanu. Rozpoczęło się palestyńskie powstanie Intifada, której celem było wywalczenie prawa do proklamowania niepodległego państwa Palestyna. Działaniami starali się kierować muzułmańscy przywódcy duchowni z Centrum Islamskiego przy Uniwersytecie w Gazie. Jako zbrojne ramię wystąpił wówczas po raz pierwszy Hamas. Wsparcie zapewniali dysydenci OWP i radykalne organizacje islamskie działające poza granicami kraju.
Przełomowym wydarzeniem dla Intifady okazała się inwazja wojsk irackich na Kuwejt (2 sierpnia 1990). Stworzyło to realne zagrożenie dla sąsiedniej Arabii Saudyjskiej i doprowadziło do utworzenia wielkiej międzynarodowej koalicji, która zgromadziła swoje wojska w Zatoce Perskiej przygotowując się do wojny z Irakiem. Tymczasem 5 sierpnia 1990 przewodniczący OWP Jasir Arafat przyleciał do Iraku, okazując publicznie swoje poparcie dla inwazji na Kuwejt. Arafat gorąco obcałował się z irackim prezydentem Saddamem Husajnem, który udzielał miesięcznie 4 mln USD pomocy finansowej OWP.
17 stycznia 1991 wojska sprzymierzonych rozpoczęły Operację „Pustynna Burza”, w trakcie której do 28 lutego zniszczona została większość wojsk irackich. Uwikłanie się Jasera Arafata po przegranej stronie Iraku bardzo osłabiło pozycję OWP. Przegrana iracka spowodowała osłabnięcie siły Intifady i zmusiła Palestyńczyków do wyrażenia zgody na rozpoczęcie negocjacji pokojowych z Izraelem. W 1991 odbyła się konferencja pokojowa w Madrycie.
Ogółem podczas Pierwszej Intifady zginęło 1162 Palestyńczyków (w tym 241 dzieci) i 160 Izraelczyków (w tym 5 dzieci). Dodatkowo około 1 tys. Palestyńczyków zostało zabitych przez Palestyńczyków, za domniemaną współpracę z izraelskimi władzami. Jednak w rzeczywistości zaledwie 40-45% z zabitych współpracowało z Izraelem.